# Hermann Balthasar Buch
Pour les articles homonymes, voir Buch.
Hermann Balthasar Buch (né le 30 décembre 1896 à Niederhöchstadt et mort le 10 juillet 1959 à Kronberg im Taunus) était un policier nazi.

## Biographie
Avant la Seconde Guerre mondiale il travaillait comme commis.
D'août 1939 à avril 1942, il est soldat des forces armées, puis dans la Waffen-SS. Il devient gardien au camp de Ravensbrück. À la fin de février 1943 il est engagé au camp de concentration d'Auschwitz. En 1944 il devient responsable du camp des tziganes. En automne 1944, il remplace Otto Moll comme responsable des Sonderkommando du crématoire (K2 à K5).
Il devient surveillant durant l'évacuation du camp de concentration d'Auschwitz en janvier 1945.
En 1945, il travaille au camp de concentration de Gross-Rosen et enfin Mauthausen.
Après la guerre, le 22 janvier 1948 à Cracovie il est condamné à six ans de prison et cinq ans de privation des droits politiques et le retrait de ses actifs. Il retourne travailler comme commis.